# San Andrés del Rabanedo
San Andrés del Rabanedo is een gemeente in de Spaanse provincie León in de regio Castilië en León met een oppervlakte van 64,84 km². San Andrés del Rabanedo telt 31.470 inwoners (1 januari 2016).

## Demografische ontwikkeling
Bron: INE; 1857-2011: volkstellingen
Opm.: In 1857 werd Sariegos een zelfstandige gemeente